# Dibroombenzeen
Dibroombenzeen is een organische verbinding met als brutoformule C6H4Br2. De stof is opgebouwd uit een benzeenring met 2 broomatomen. Er bestaan 3 isomeren:
- 1,2-dibroombenzeen (o-dibroombenzeen)
- 1,3-dibroombenzeen (m-dibroombenzeen)
- 1,4-dibroombenzeen (p-dibroombenzeen)

De chemische verschillen tussen de verbindingen zijn klein. In de fysische eigenschappen is vooral het verschil in dipoolmoment opvallend.

Structuurformule van 1,2-dibroombenzeen
Structuurformule van 1,3-dibroombenzeen
Structuurformule van 1,4-dibroombenzeen

Difluorbenzeen · Dichloorbenzeen · Dibroombenzeen · Di-joodbenzeen